# Isola Montagu
L'Isola Montagu è un'isola subantartica: la più grande delle Isole Sandwich Australi, situata nel Mare di Weddell.

## Descrizione
Desolata e disabitata, misura circa 12 chilometri per 10, con oltre il 90% della sua superficie permanentemente ricoperto di ghiaccio. Avvistata per la prima volta da James Cook nel 1775, venne così denominata in onore di John Montagu, IV conte di Sandwich, all'epoca Primo Lord dell'Ammiragliato.
La sua caratteristica geografica preminente è il Monte Belinda, una struttura vulcanica alta 1370 metri. Il vulcano era ritenuto inattivo fino all'avvistamento, nel 2002, di un'attività effusiva e di emissione di ceneri da parte di osservatori del BAS (British Antarctic Survey).

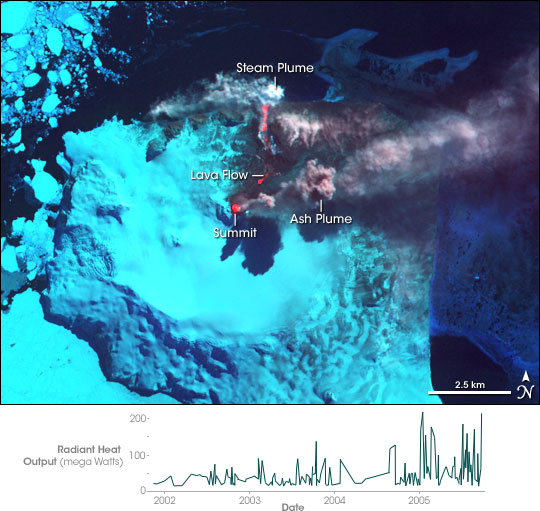
Eruzione del Monte Belinda.

Nel novembre 2005, delle foto satellitari hanno rilevato un'eruzione del Monte Belinda, che ha creato un fiume di ghiaccio fuso largo 90 metri nella parte settentrionale dell'isola. L'evento ha permesso di registrare alcune delle prime osservazioni geomorfologiche mai effettuate sulle eruzioni vulcaniche che avvengono sotto uno strato di ghiaccio.

## Ecologia
Le colonie di pinguini si verificano presso i promontori e consistono principalmente di pygoscelis antarcticus, ma si trovano anche pygoscelis adeliae. Secondo una pubblicazione del 2016, c'erano più di 2.000 coppie di pygoscelis antarcticus e più di 1.800 coppie di pygoscelis adeliae sull'isola di Montagu. Altri uccelli marini che nidificano a Montagu includono fulmarus glacialoides, stercorarius antarcticus, fregetta tropica, leucocarbo, daption capense e pagodroma nivea. L'isola di Montagu manca in gran parte di vegetazione, anche se i muschi crescono nei drenaggi e le alghe nelle colonie di pinguini.